# Enspel
Enspel là một đô thị thuộc một ‘‘Verbandsgemeinde’’ - ở huyện Westerwald trong bang Rheinland-Pfalz, Đức. Đô thị Enspel có diện tích 1,46 km².
Enspel có cự ly 10 km về phía tây bắc của Westerburg.